# 14424 Laval
14424 Laval eller 1991 SR3 är en asteroid i huvudbältet som upptäcktes den 30 september 1991 av Spacewatch vid Kitt Peak-observatoriet. Den är uppkallad efter Université Laval i Québec, Kanada
Asteroiden har en diameter på ungefär 13 kilometer.